# Ricardo Ferreira Bento
Ricardo Ferreira Bento (São Paulo, 1 de Janeiro de 1954) é  um médico, professor universitário e cientista brasileiro Otorrinolaringologista internacionalmente conhecido em pesquisa e tratamento de doenças do ouvido, surdez e tumores do ouvido  e da base do crânio. É um dos pioneiros do implante coclear e implante de tronco cerebral no Brasil.
Desenvolveu e descreveu várias técnicas cirúrgicas na área de otorrinolaringologia e cirurgia Otoneurológica e e da Base do Crânio. 

## Vida
Graduado em Medicina em 1978 com residência médica em Otorrinolaringologia no Hospital das Clínicas da Faculdade de Medicina da Universidade de São Paulo (FMUSP), fellowship em Cirurgia otológica e otoneurológica na Universidade de Zurich com Prof. Ugo Fish em 1982/84. Doutor em Medicina pela FMUSP (1986), Professor Livre-Docente pela FMUSP (1990).  Em 2006 foi aprovado em concurso para Professor Titular da Disciplina de Otorrinolaringologia sendo eleito em 2007 Chefe do Departamento de Oftalmologia e Otorrinolaringologia da FMUSP. Foi Presidente da Sociedade Brasileira de Otologia, Presidente da Associação Brasileira de Otorrinolaringologia e Cirurgia Cérvico Facial (2008/2010). Presidente da Societas Latina Otorhinolaringológica. Membro do Comitê executivo da International Federation of Otorhinolaryngological Societies por 8 anos, Chairman do Comitê de Otologia e Otoneurologia da International Federation of Otorhinolaryngological Societies e Comissário do Lancet/Organização Mundial da Saúde para estudos prevenção, tratamento e reabilitação da surdez global. Membro de várias sociedades nacionais e internacional destacando-se a Associação Brasileira de Otorrinolaringologia e Cirurgia Cérvico Facial, American Otological Society American Academy of Otolaryngology and Head and Neck Surgery e do e o Collegium ORL Amicitae Sacrum onde foi vice presidente. Foi membro do Comitê Executivo da International Federation of Otolaryngologic Societies por 8 anos consecutivos e Membro do Board da American Academy of Otolaryngology and Head and Neck Surgery. Membro do Comitê de Avaliação da CAPES do Ministério da Educação.  Membro da Academia Paulista de Medicina.

## Realizações

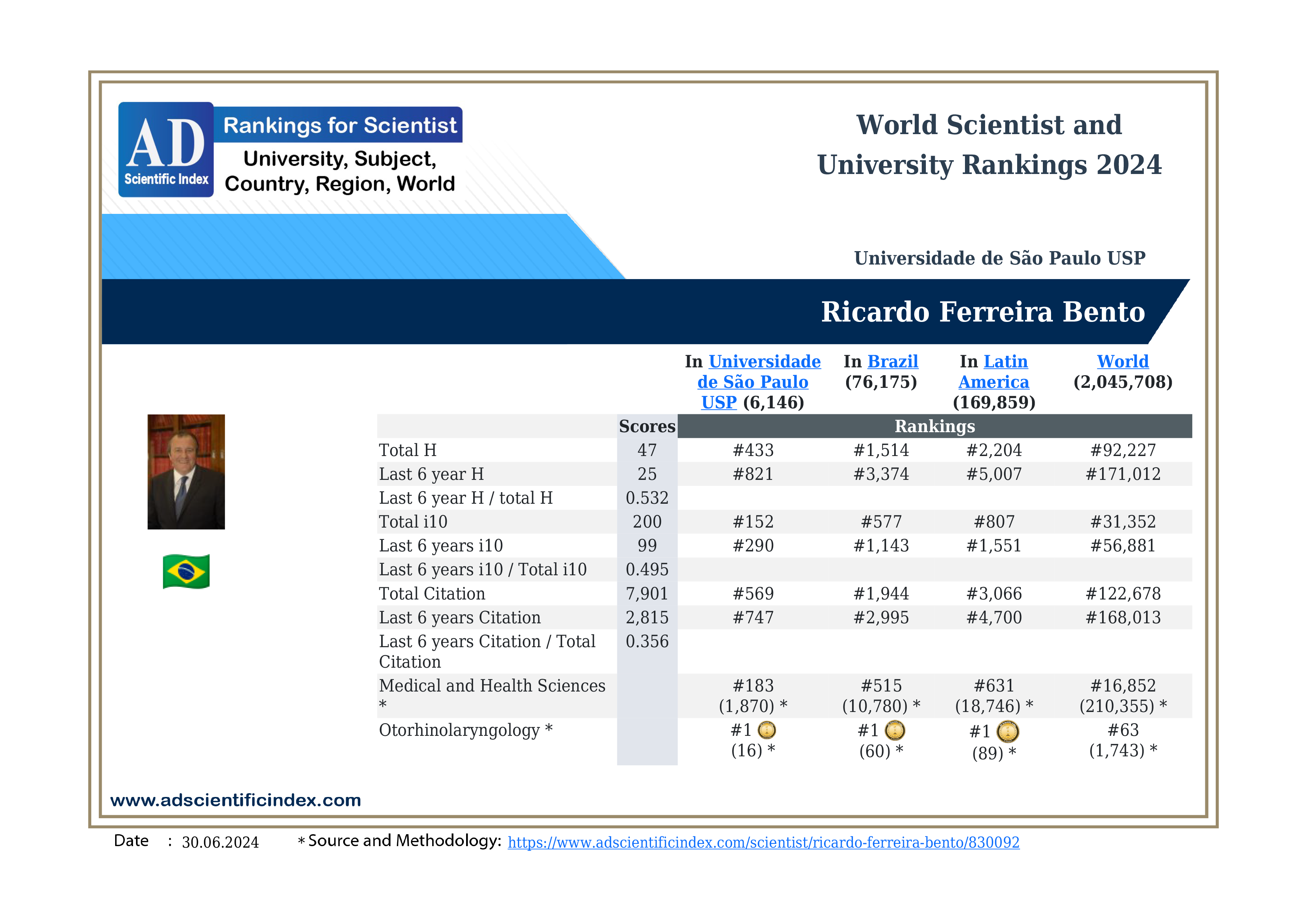
AD Scientific Index 2024

Publicou mais de 300 artigos científicos em revistas nacionais e internacionais sendo destacado com o prêmio máximo da Academia Americana de Otorrinolaringologia e da Sociedade Francesa de Otorrinolaringologia pelos relevantes serviços prestados à Otorrinolaringologia mundial. Recebeu em 2019 um Prêmio da Associação Brasileira de Otorrinolaringologia e Cirurgia Cérvico Facial pelos relevantes serviços prestados à Otorrinolaringologia brasileira. Em 2020, recebeu o Prêmio de Serviços Notáveis da Academia Americana de Otorrinolaringologia e Cirurgia de Cabeça e Pescoço, do Presidente Duane J Taylor, MD. Este prestigioso prêmio é concedido aos membros em reconhecimento às suas contribuições substanciais para a Academia. Foi a primeira vez que um brasileiro foi nomeado, apenas 433 pessoas receberam esse prêmio desde a fundação da Academia em 1896 (114 anos) . Realizou mais de 600 conferências e cursos em 45 países.  Responsável por 186 cursos de formação em cirurgia de ouvido e base de crânio no Brasil e no exterior tendo treinado quase 3000 médicos especialistas nesses cursos. Organizou o Congresso Mundial de Otorrinolaringologia em São Paulo como Secretário Geral. Foi Editor da Revista Brasileira de Otorrinolaringologia. Fundador e primeiro editor da revista International Archives of Otorhinolaryngology. Autor de vários livros de referência da especialidade traduzidos para várias línguas. 
Destacado cirurgião otológico introduziu várias técnicas de restauração para a surdez, do nervo facial e técnicas para tumores do osso temporal em especial os neurinomas do acústico e do forame jugular. Ensinou e formou centenas de especialistas em otorrinolaringologia sendo o professor que mais cursos de formação de cirurgiões otológicos ministrou no mundo (148 cursos). No Hospital das Clínicas é Diretor da Divisão de Otorrinolaringologia e membro eleito do Conselho Diretor do Instituto Central do Hospital das Clínicas por 4 mandatos. Coordenou 2 programas dos Ministérios de Educação e da Saúde (Quem Ouve Bem, Aprende Melhor) onde cerca de seis milhões de crianças do ensino público foram triadas e tratadas de perdas auditivas. Recebeu por isso em Genebra na Suíça um Prêmio da Organização Mundial da Saúde pelo desenvolvimento de um método de triagem auditiva em escolas em larga escala. Desenvolveu um implante coclear brasileiro para surdez profunda e uma prótese auditiva genérica patenteados e em produção por empresas privadas, M-Scope para adaptação de telefones celulares a endoscópios para diagnósticos e procedimentos, Osso temporal artificial para treinamento de cirurgia de ouvido ‘’OTOBONE”. Organizador e idealizador da “EAR PARADE”, movimento de arte urbana para pinturas de esculturas gigantes de orelhas para a causa da surdez. Dedica sua vida para a melhora da audição e o tratamento de tumores do ouvido, da base do crânio e do forame jugular. Foi coordenador do Programa de Pós Graduação em Otorrinolaringologia da FMUSP, tendo orientado 28 novos doutores. Professor do Curso de Graduação e Pós Graduação da FMUSP, destacando a atuação na formação de recursos humanos onde foi responsável pela especialização de 345 especialistas na residência médica, estágios de complementação e fellowship. 
Em 2024, foi classificado em 1º lugar na América Latina, em 1º lugar no Brasil e na Universidade de São Paulo, e em 24º lugar no mundo na área de Ciências da Saúde (Otorrinolaringologia) pela World Scientists Rankings 2024.